# Paweł Radomski
Paweł Radomski – polski dyplomata, ambasador RP w Azerbejdżanie (od 2025). 

## Życiorys
Paweł Radomski ukończył studia na Uniwersytecie Jagiellońskim (1992) oraz III promocję Krajowej Szkoły Administracji Publicznej (1993–1995).
W 1995 został zatrudniony w Ministerstwie Spraw Zagranicznych. Pracował w Stałym Przedstawicielstwie RP przy ONZ w Nowym Jorku (1998–2002) oraz w Ambasadzie RP w Waszyngtonie (2005–2010). Po powrocie do centrali MSZ pełnił funkcję zastępcy dyrektora Departamentu Narodów Zjednoczonych i Praw Człowieka (2010–2014). Następnie był zastępcą szefa placówki w SPRP przy ONZ w Nowym Jorku (2014–2020). W sierpniu 2020 został dyrektorem Departamentu Narodów Zjednoczonych i Praw Człowieka (po zmianie nazwy w 2024 – Departamentu Spraw Globalnych). W kwietniu 2025 objął kierownictwo Ambasady RP w Baku, początkowo jako chargé d’affaires, a od 27 czerwca 2025 jako Ambasador Nadzwyczajny i Pełnomocny, akredytowany także w Turkmenistanie.